# Ильинский Погост (станция)
Ильинский Погост — узловая железнодорожная станция Большого кольца Московской железной дороги в одноимённом селе городского округа Ликино-Дулёво Московской области. Входит в Московско-Горьковский центр организации работы железнодорожных станций ДЦС-8 Московской дирекции управления движением. По характеру работы является промежуточной, по объёму работы отнесена к 4 классу.
Имеются две пассажирские платформы, обслуживающие 3 пути. Островная находится между главными путями I и II, боковая — с западной стороны у 3 пути, на ней же пост ЭЦ. Платформы не оборудована турникетами. Обе платформы имеют высокую часть: боковая в середине, островная от середины до южного конца. Северная часть у обеих платформ длинная, но заброшена.
Станция находится на участке Большого кольца Куровская — Воскресенск между Казанским и Рязанским направлениями МЖД. К югу от станции Большое кольцо разветвляется на два параллельных участка. Всего возможно движение в трёх направлениях:
- По кольцу на север: в сторону станций Куровская, Орехово-Зуево и далее
- По ветви кольца на юго-запад (основной ход кольца): через Берендино на Воскресенск и далее
- По ветви кольца на юго-восток (однопутный участок): через Егорьевск II на Воскресенск

Обслуживается электропоездами двух депо: депо Куровская (Казанского направления) и Домодедово (Павелецкого направления). Участок является одним из самых интенсивных по частоте движения электропоездов на Большом кольце, особенно в выходные дни.
- Поезда по кольцу — на север самая дальняя станция Куровская, на юг — Детково.
- «Прямые» поезда маршрута Москва-Пасс.-Казанская — Егорьевск II (две-три пары в сутки). Время движения от Казанского вокзала — около двух часов и двадцати минут.